# Villers-Guislain

Villers-Guislain este o comună în departamentul Nord, Franța. În 1 ianuarie 2022 avea o populație de 682 de locuitori.